# Collections nationales de Dresde

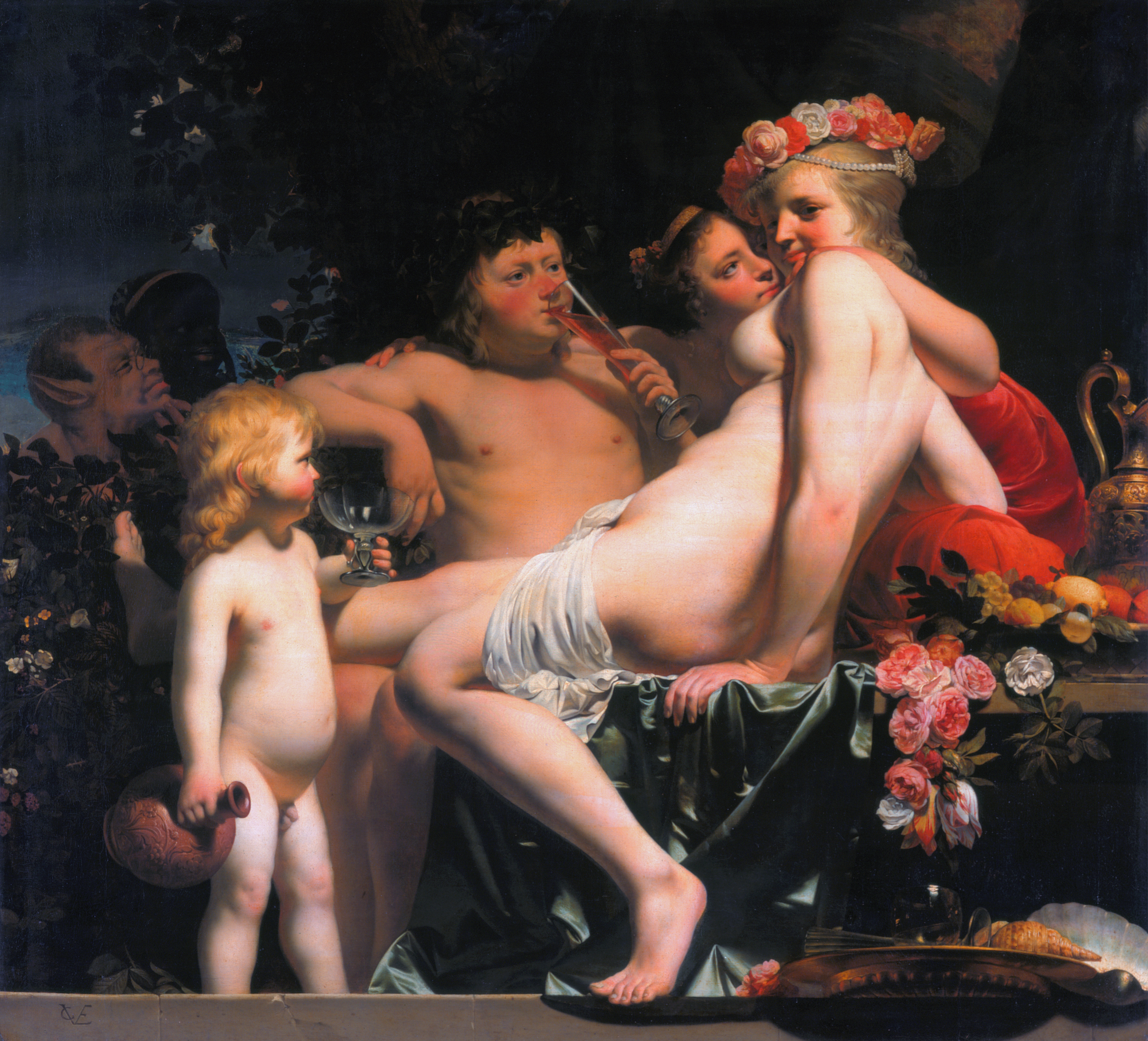
Bacchus et Ariane, par Caesar van Everdingen (1660), Gemäldegalerie Alte Meister.

Les Collections nationales de Dresde (Staatliche Kunstsammlungen Dresden) forment un complexe exceptionnel de onze musées et une bibliothèque, à Dresde en Allemagne. Cet ensemble compte parmi les musées les plus importants du monde et offre une multitude thématique unique en son genre. 

## Présentation
Les Collections Nationales de Dresde sont les héritières des anciennes collections royales dans le domaine de l’art, augmentées par des fondations du XIXe siècle comme le musée des Arts décoratifs (Kunstgewerbemuseum) et le Musée des arts populaires ou Musée d'ethnologie (Museum für Völkerkunde Dresden).
C’est la collection des électeurs de Saxe et rois de Pologne qui est à l’origine des musées. Auguste le Fort et son fils, le roi Auguste III, sont à la fois des mécènes importants et des connaisseurs d’art. Leurs cabinets d’art, auxquels un public recherché avait déjà accès à l'époque, représentent jusqu’à nos jours le cœur des trésors artistiques, surtout avec la Gemäldegalerie Alte Meister et la Voûte verte, des Collections nationales de Dresde.

## Histoire

### Naissance de la Collection
En 1560, le duc Auguste Ier de Saxe fonde la première collection artistique qui est installée dans les combles du château de la Résidence, tandis que des pièces d’orfèvrerie sont conservées au rez-de-chaussée dans une enfilade de salles baptisée La Voûte verte en raison de la couleur dominante. Ce développement à l'époque de la Renaissance s’explique par l’immense richesse de la Saxe, due à l’exploitation de mines d'argent depuis la fin du XIIe siècle auxquelles s’ajoutèrent ensuite d’autres gisements, notamment de pierres précieuses et de marbre. Auguste Ier encouragea particulièrement la collection de médailles, aujourd’hui dans le Münzkabinett. Christian Ier, successeur d’Auguste, jette les bases d’une collection d’art graphique avec l’acquisition, en 1588, de 182 estampes et gravures d’Albrecht Dürer.

### Auguste le Fort: 1694 - 1733
Avec l’accession au trône d’Auguste II, également roi de Pologne, Dresde entre dans sa plus fastueuse époque. Selon Voltaire, la cour de Saxe d’Auguste le Fort était « la plus brillante d’Europe après celle de Louis XIV ». Auguste le Fort était un collectionneur exceptionnel : peintures, armes, pièces d’argenterie et d’orfèvrerie ornaient son château de Dresde. Les pièces qui étaient jusque-là toutes entreposées dans la Rüstkammer, devenaient trop nombreuses, et Auguste le Fort procéda à une systématisation, en constituant des collections distinctement organisées, au cours des trois décennies de son règne. 
Auguste II avait une passion particulière pour la porcelaine, « une maladie de porcelaine », et c’est même sous son impulsion que le procédé a été mis au point. Mais Auguste le Fort ne se limitait pas à la porcelaine : il n’hésita pas à s’endetter pour enrichir son trésor de pierres précieuses et d’objets d’art, trésor qu’il projetait d’exposer à la Voûte verte, selon une disposition mûrement réfléchie. Les artistes de son temps rivalisèrent de luxe et de fantaisie pour réaliser des pièces éblouissantes qui sont encore conservées pour la plupart. Parallèlement, Auguste le Fort fonda un musée de Sculptures (la Skulpturensammlung) par l’acquisition de deux collections romaines. 
Il fit construire le palais Zwinger sur les plans de Matthäus Daniel Pöppelmann, venu de Westphalie et à la tête de la direction des Bâtiments. Pöppelmann  transforme avec les Français Le Plat et Longuelune la Voûte verte en un musée de trésors dont la somptuosité répond à l’éclat des joyaux. Il conçoit aussi le château de Pillnitz pour répondre au désir du roi de posséder une « maison orientale » et fait transformer par Longuelune dans le goût asiatique une résidence sur la rive de l’Elbe opposée au Zwinger qui prend alors le nom de « palais Japonais ».

### AugusteIII: 1733 - 1763
Auguste III, le fils d’Auguste le Fort, poursuit l’œuvre de son père. Il parcourt l’Europe et séjourne longtemps à Venise. Profondément marqué par ce séjour en Italie durant sa jeunesse et passionné de peinture, il décide d’acheter non seulement la Madone Sixtine de Raphaël en 1754, mais aussi les cent plus beaux tableaux de la collection du duc de Modène en 1745. C’est le comte de Brühl, son premier ministre, qui s’occupe de la gestion du pays et des acquisitions d’art. En récompense, le roi offre à son premier ministre une terrasse surplombant la rive de l’Elbe, la Terrasse Brühl.

### LeXIXesiècle
Malgré la perte de la moitié de son territoire au profit de la Prusse, la Saxe continue d’être, au XIXe siècle, un important foyer culturel. Dresde devient le centre de la peinture romantique autour de Caspar David Friedrich (1774-1840). Pendant les deux dernières décennies du siècle, de nouveaux bâtiments sont construits ou rénovés sur la Terrasse Brühl, notamment l’Albertinum, d’inspiration Néo-Renaissance et abritant alors les Collections de sculptures.

### LeXXesiècle
Les Collections royales, devenues entre-temps collections d'État avec l'abolition de la monarchie en Saxe en 1918, sont le symbole de la période sombre qu’est le deuxième tiers du XXe siècle. Les collections sont d’abord victimes de saisies par les nazis pour le musée personnel d'Hitler et de destruction d'œuvres de la galerie des Maîtres Nouveaux au motif qu’elles sont l’expression d’un « art dégénéré ». Ensuite, lors de la nuit du 13 au 14 février 1945, celle que l'on comparait à Florence pour la richesse de son patrimoine ne devient plus qu’un champ de ruines sous les bombes des Anglais et des Américains. Heureusement, les Collections avaient été mises à l’abri auparavant, mais les bâtiments comme le Zwinger et surtout le château de la Résidence ne sont plus que l’ombre de ce qu’ils étaient. À la fin de la guerre, c’est l’Armée rouge qui ampute les Collections de leurs plus beaux joyaux, confisqués et emmenés en Russie. Pendant dix ans, on croit ces Collections perdues pour toujours mais en 1952, l’URSS rend ces trésors. Ils sont alors partiellement exposés à l’Albertinum et au Zwinger, restaurés par les autorités de la RDA.
Grâce à une prise de conscience des autorités, d’importants travaux de reconstruction se poursuivent depuis la Réunification, à l’image de la reconstruction de la Frauenkirche.

### LeXXIesiècle

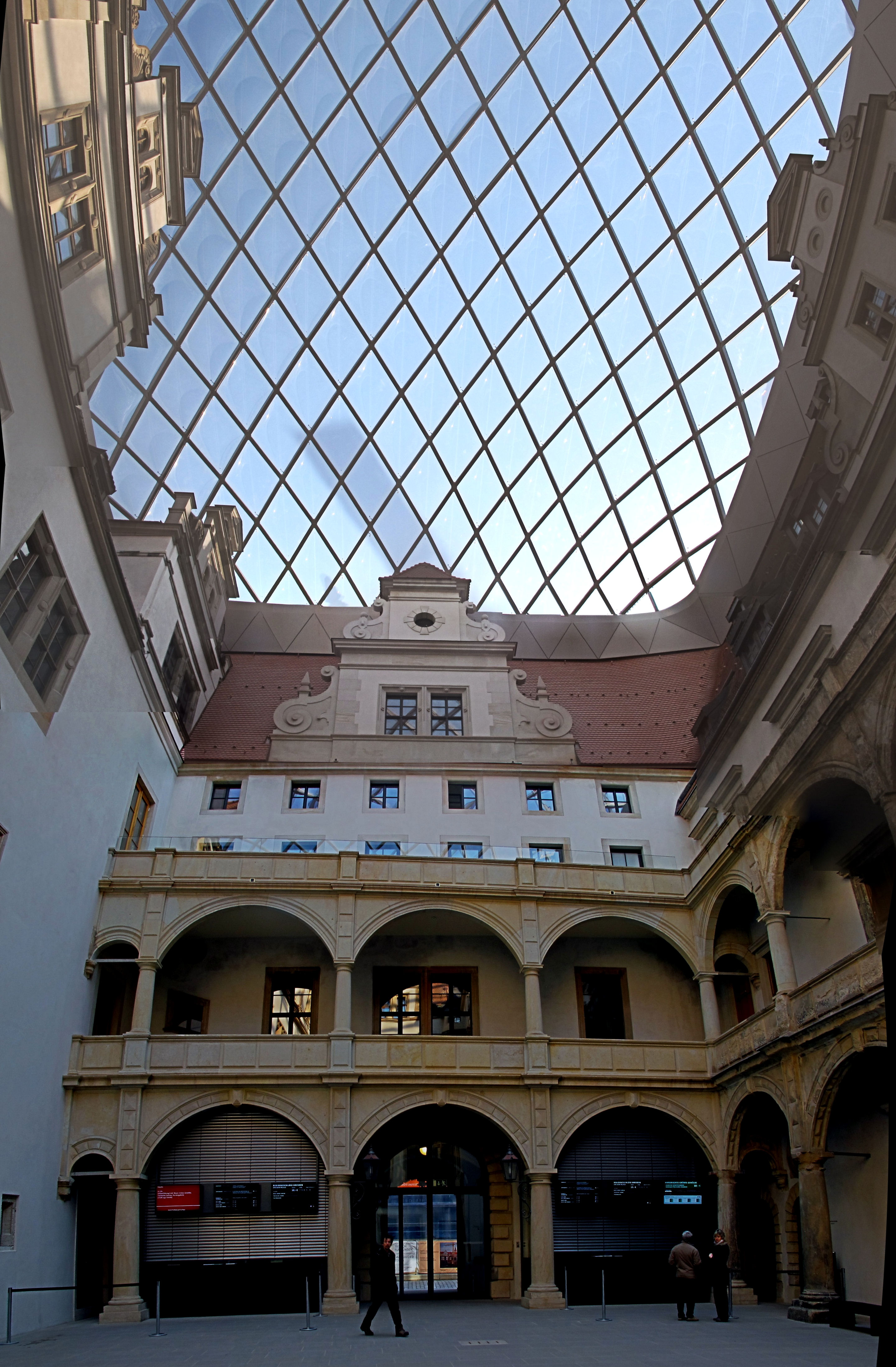
Couverture transparente du Residenzschloss

Les Collections ont profité de la prise de conscience des autorités pour obtenir la reconstruction de leurs bâtiments d’origine. Ainsi, on achève la restauration du Château de la Résidence qui accueille désormais la Voûte verte dans son ensemble, mais aussi d’autres collections comme le Cabinet Turc inauguré en 2010. Il voit sa cour intérieure couronnée d'une grande verrière conçue par l'architecte Peter Kupka, faite de coussins transparents en feuilles d'ETFE garnis d'air comprimé. Mais les restaurations concernent tous les musées. Par exemple, le célèbre architecte Peter Marino repense totalement le design intérieur de la Collection de Porcelaines, dont les nouvelles salles sont inaugurées en avril 2010. Le redéploiement des Collections Nationales de Dresde est un élément essentiel de la renaissance actuelle de la « Florence de l’Elbe ».
Si les « inondations du siècle » en 2002, ont l’apparence d’une catastrophe pour l’Albertinum, elles ont finalement été une chance pour le bâtiment et ses collections. Elles permettent en effet  des changements positifs dans l’architecture ou le parcours dans le musée. En juin 2010, à l’occasion des 450 ans des Collections nationales de Dresde, est fêtée la réouverture de l’Albertinum. 
En 2010, pour célébrer le jubilé des Collections, une exposition Le Futur depuis 1560, retraçant le parcours des Collections, est aussi organisée et le Cabinet Turc, autrefois département de la salle d’armes, est inauguré dans son nouvel écrin. D’autres expositions temporaires de renom sont organisées dans les différents musées cette même année, comme l’exposition Le Jeune Vermeer.
Les Collections nationales de Dresde sont dirigées depuis 2002 par le professeur Martin Roth.

## Les musées et bâtiments

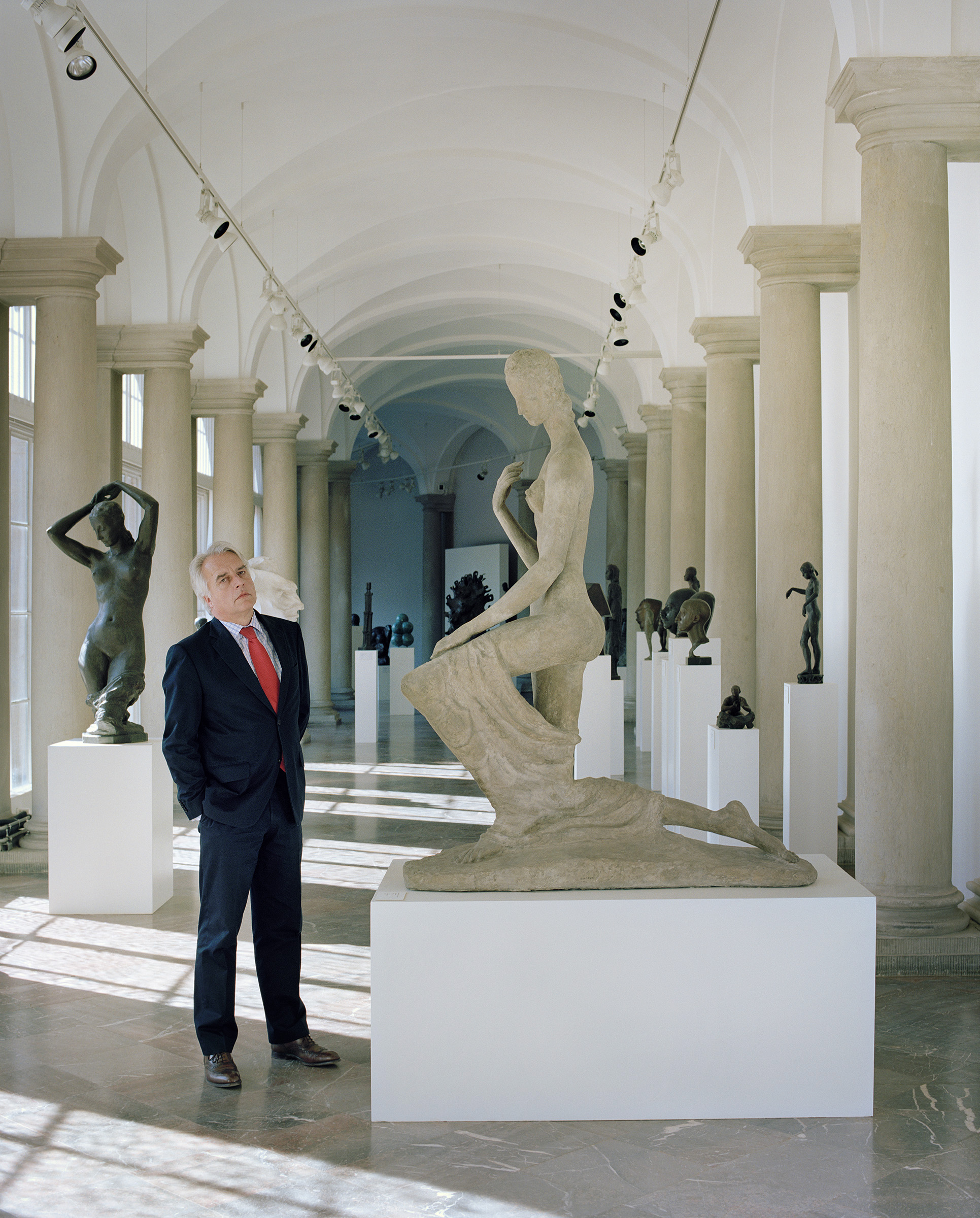
L'ancien directeur général Martin Roth photographié par Oliver Mark devant la statue de Wilhelm Lehmbruck, Die Kniende, créée en 1911 (2008)

Les musées sont situés dans différents bâtiments. 

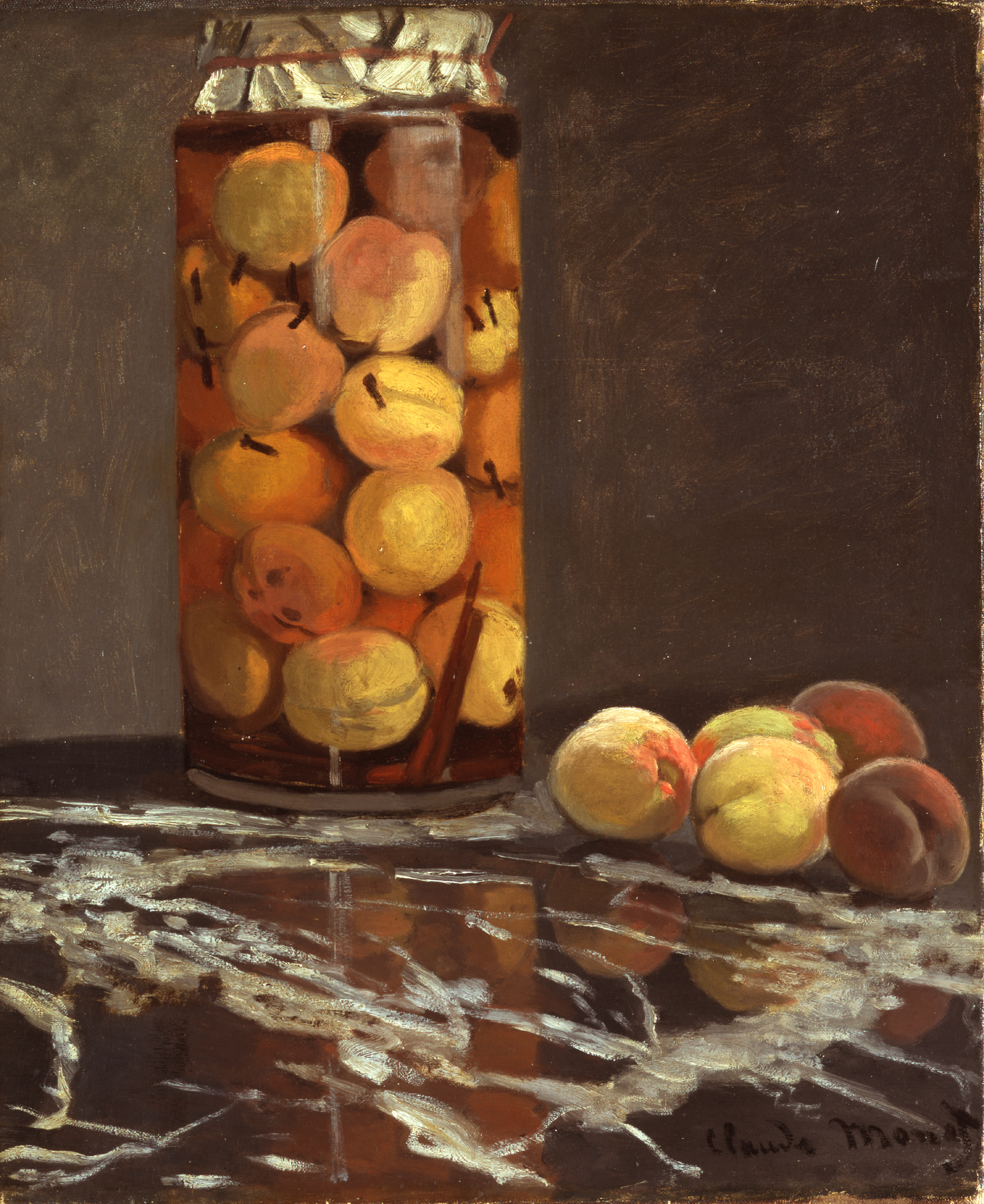
Le Bocal de pêches, par Claude Monet (vers 1866), Galerie Neue Meister.

Le Zwinger abrite la Gemäldegalerie Alte Meister (Galerie de Peinture des Maitres Anciens), la Porzellansammlung (collection de porcelaine), la Rüstkammer (Salle d'Armes) et le Mathematisch-Physikalischer Salon (Salon de mathématiques et de physique).
Le château de la Résidence (Residenzschloss) abrite la Grünes Gewölbe (Voûte Verte), divisée en deux parties (Historisches Grünes Gewölbe et Neues Grünes Gewölbe), le Kupferstisch-Kabinett (Collection d’Estampes, de Dessins et de Photographies), le Münzkabinett (Cabinet des Monnaies et Médailles), la Türkische Cammer (Cabinet Turc) ainsi qu’une bibliothèque d’art (Kunstbibliothek).
L’Albertinum, rouvert en juin 2010, abrite la galerie des Nouveaux Maîtres (Galerie Neue Meister) et la Skulpturensammlung (collection de Sculptures), ainsi que les Gerhard Richter Archiv (archives sur Gerhard Richter).
Le Jägerhof abrite le Musée du folklore saxon avec sa collection de théâtre de poupées (Museum für Sächsische Volkskunst mit Puppentheatersammlung). 
Le château de Pillnitz (Schloss Pillnitz) abrite le Musée des Arts décoratifs de Dresde (Kunstgewerbemuseum).
Enfin, les Collections nationales de Dresde possèdent un Kunstfonds (Fonds pour l’Art), les Archives Josef Hegenbarth (Josef-Hegenbarth-Archiv) et le hall d’exposition Lipsiusbau.
Les Collections nationales de Dresde sont étroitement liées aux Collections nationales d'ethnographie de Saxe (Staatliche Ethnographische Sammlungen Sachsen). Parmi les trois musées de ces collections, il y en a un situé à Dresde, au palais Japonais (Japanisches Palais) : le musée d'ethnologie de Dresde (Museum für Völkerkunde Dresden). Les deux autres se trouvent à Leipzig et à Herrnhut. Ils s'appellent GRASSI Museum für Völkerkunde zu Leipzig et Völkerkundemuseum Herrnhut.

## Liens avec la France
Les Collections nationales de Dresde ont fait l’objet de plusieurs expositions en France : 
- Dresde ou le rêve des Princes, la Galerie de peinture au XVIIIe siècle organisée en 2001 au musée des Beaux-Arts de Dijon. Cette exposition « cherchait, en étant particulièrement attentive aux acquisitions effectuées en France, à faire revivre la collection de peinture de la Gemäldegalerie Alte Meister telle qu’on pouvait la voir au XVIIe siècle » selon la directrice des Collections nationales de Dresde de l’époque, Sybille Ebert-Schifferer.

Le musée des Beaux-Arts de Dijon avait mis en avant la même année son intérêt pour la Saxe en organisant l’exposition : « un cabinet de porcelaine », où étaient présentées des Porcelaines de Saxe issues de Collections parisiennes, ce qui faisait volontairement écho à la Porzelansammlung du palais Zwinger.
- Splendeurs de la Cour de Saxe, Dresde à Versailles, organisée en 2006 au château de Versailles, accueillit plus de 300 000 visiteurs. L’exposition réunissait les fleurons des Collections nationales de Dresde, provenant notamment de la Voûte verte, pour « évoquer ces fastes ainsi que les échanges qui se développèrent entre la cour de Saxe et la cour de France, dans le cadre même où ils s’étaient noués. »

Versailles avait déjà mis en avant sa relation privilégiée avec Dresde lors de l’exposition au château en 1997 : Louis de Silvestre, un peintre français à la Cour de Dresde.

## Source
- Brochure des Staatlichen Kunstsammlungen Dresden, publiée en 2009
- Dossier de l’Art no 98, hors série de L’Estampille/L’objet d’art, juillet-août 2003 : Dresde, Les fabuleuses collections des princes de Saxe
- Catalogue de l’exposition « Splendeurs de la Cour de Saxe, Dresde à Versailles », Éditions de la Réunion des Musées Nationaux, 2006
- Catalogue de l’exposition « Dresde ou le rêve des Princes, la Galerie de peinture au XVIIIe siècle », Éditions de la Réunion des Musées Nationaux, 2001
- State of the Art since 1560, highlights of the anniversary in 2010, Staatliche Kunstsammlungen Dresden